# Campeonato Mundial de Atletismo en Pista Cubierta de 1989
El II Campeonato Mundial de Atletismo en Pista Cubierta se celebró en Budapest (Hungría) entre el 3 y el 5 de marzo de 1989 bajo la organización de la Asociación Internacional de Federaciones de Atletismo y la Federación Húngara de Atletismo.
Las competiciones se llevaron a cabo en el Budapest Sportcsárnok. Se contó con la presencia de 373 atletas de 62 países. 

## Resultados

### Masculino
| Evento            | Oro                                | Plata                                     | Bronce                                 |
| ----------------- | ---------------------------------- | ----------------------------------------- | -------------------------------------- |
| 60 m              | Andrés Simón · Cuba · 6,52 s       | John Myles-Mills Ghana 6,59 s             | Pierfrancesco Pavoni · Italia · 6,61 s |
| 200 m             | John Regis Reino Unido 20,54       | Ade Mafe Reino Unido 20,87                | Kevin Little Estados Unidos 21,12      |
| 400 m             | Antonio McKay Estados Unidos 45,59 | Ian Morris Trinidad y Tobago 46,09        | Cayetano Cornet · España · 46,40       |
| 800 m             | Paul Ereng Kenia 1:44,84           | José Luiz Barbosa · Brasil · 1:45,55      | Tonino Viali · Italia · 1:46,95        |
| 1.500 m           | Marcus O'Sullivan Irlanda 3:36,64  | Hauke Fuhlbrügge RDA 3:37,80              | Jeff Atkinson Estados Unidos 3:38,12   |
| 3.000 m           | Saïd Aouita Marruecos 7:47,94      | José Luis González · España · 7:48,66     | Dieter Baumann RFA 7:50,47             |
| 60 m vallas       | Roger Kingdom Estados Unidos 7,43  | Colin Jackson Reino Unido 7,45            | Igor Kazanov URSS 7,59                 |
| Salto de altura   | Javier Sotomayor · Cuba · 2,43 m   | Dietmar Mögenburg RFA 2,35 m              | Patrik Sjöberg · Suecia · 2,35 m       |
| Salto con pértiga | Rodion Gataullin URSS 5,85         | Grigori Yegorov URSS 5,80                 | Joe Dial Estados Unidos 5,70           |
| Salto de longitud | Larry Myricks Estados Unidos 8,37  | Dietmar Haaf RFA 8,17                     | Mike Conley Estados Unidos 8,11        |
| Triple salto      | Mike Conley Estados Unidos 17,64   | Jorge Reyna · Cuba · 17,41                | Juan Miguel López · Cuba · 17,28       |
| Peso              | Ulf Timmermann RFA 21,75           | Randy Barnes Estados Unidos 21,28         | Georg Andersen · Noruega · 20,98       |
| 5.000 m marcha    | Mijaíl Shchennikov URSS 18:27,10   | Roman Mrázek · República Checa · 18:28,90 | Frants Kostiukevich URSS 18:34,07      |

### Femenino
| Evento            | Oro                                             | Plata                               | Bronce                              |
| ----------------- | ----------------------------------------------- | ----------------------------------- | ----------------------------------- |
| 60 m              | Nelle Fiere-Cooman · Países Bajos · 7,05 s (RM) | Gwen Torrence Estados Unidos 7,07 s | Merlene Ottey Jamaica 7,10 s        |
| 200 m             | Merlene Ottey Jamaica 22,34 (RM)                | Grace Jackson Jamaica 22,95         | Natalia Kovtun URSS 23,28           |
| 400 m             | Helga Arendt RFA 51,52 (RM)                     | Diane Dixon Estados Unidos 51,77    | Jillian Richardson · Canadá · 52,02 |
| 800 m             | Christine Wachtel RDA 1:59,24                   | Tatiana Grebenchuk URSS 1:59,53     | Ellen Kießling RDA 1:59,68          |
| 1.500 m           | Doina Melinte · Rumania · 4:04,79               | Svetlana Kitova URSS 4:05,71        | Yvonne Mai RDA 4:06,09              |
| 3.000 m           | Elly van Hulst · Países Bajos · 8:33,82 (RM)    | Liz McColgan Reino Unido 8:34,80    | Margarte Keszeg · Rumania · 8:48,70 |
| 60 m vallas       | Elizabeta Chernisova URSS 7,82                  | Liudmila Naroshilenko URSS 7,83     | Cornelia Oschkenat RDA 7,86         |
| Salto de altura   | Stefka Kostadinova Bulgaria 2,02 m              | Tamara Bikova URSS 2,02 m           | Heike Redetzky RFA 1,94 m           |
| Salto de longitud | Galina Chistiakova URSS 6,98                    | Marieta Ilcu · Rumania · 6,86       | Larisa Bereshnaya URSS 6,82         |
| Peso              | Claudia Losch RFA 20,45                         | Huang Zhihong China 20,25           | Christa Wiese RDA 19,75             |
| 3.000 m marcha    | Kerry Saxby Australia 12:01,65                  | Beate Anders RDA 12:07,73           | Ileana Salvador · Italia · 12:1,33  |

## Medallero
| Núm. | País              | Oro | Plata | Bronce | Total |
| ---- | ----------------- | --- | ----- | ------ | ----- |
| 1    | URSS              | 4   | 5     | 4      | 13    |
| 2    | Estados Unidos    | 4   | 3     | 4      | 11    |
| 3    | RDA               | 2   | 2     | 4      | 8     |
| 4    | RFA               | 2   | 2     | 2      | 6     |
| 5    | Cuba              | 2   | 1     | 1      | 4     |
| 6    | Países Bajos      | 2   | 0     | 0      | 2     |
| 7    | Reino Unido       | 1   | 3     | 0      | 4     |
| 8    | Jamaica           | 1   | 1     | 1      | 3     |
| 8    | Rumania           | 1   | 1     | 1      | 3     |
| 10   | Australia         | 1   | 0     | 0      | 1     |
| 10   | Bulgaria          | 1   | 0     | 0      | 1     |
| 10   | Irlanda           | 1   | 0     | 0      | 1     |
| 10   | Kenia             | 1   | 0     | 0      | 1     |
| 10   | Marruecos         | 1   | 0     | 0      | 1     |
| 15   | España            | 0   | 1     | 1      | 2     |
| 16   | Brasil            | 0   | 1     | 0      | 1     |
| 16   | Checoslovaquia    | 0   | 1     | 0      | 1     |
| 16   | China             | 0   | 1     | 0      | 1     |
| 16   | Ghana             | 0   | 1     | 0      | 1     |
| 16   | Trinidad y Tobago | 0   | 1     | 0      | 1     |
| 21   | Italia            | 0   | 0     | 3      | 3     |
| 22   | Canadá            | 0   | 0     | 1      | 1     |
| 22   | Noruega           | 0   | 0     | 1      | 1     |
| 22   | Suecia            | 0   | 0     | 1      | 1     |
|      | TOTAL             | 24  | 24    | 24     | 72    |